# KRT33A
KRT33A‏ (Keratin 33A) هوَ بروتين يُشَفر بواسطة جين KRT33A في الإنسان.